# Sogndal
Sogndal è un comune norvegese della contea di Vestland.
Il capoluogo comunale è Sogndalsfjøra e conta 3 075 abitanti (2006).
Il comune venne costituito il 1º gennaio 1838. La località di Fjærland, appartenente precedentemente al territorio comunale di Balestrand, venne a far parte di Sogndal dal 1º gennaio 2000. Dal 1º gennaio 2020 entrano a far parte del comune anche Balestrand (senza Nessane) e Leikanger.

## Sport

### Calcio
La squadra principale della città è il Sogndal.